# Prunasina
La prunasina es un glucósido cianogénico. Químicamente, es el glucósido del mandelonitrilo.
Es un compuesto quiral. Su enantiómero (R)-prunasina se encuentra en las partes verdes y el endocarpio del fruto de las plantas del género Prunus; en estos, la prunasina es un intermediario en la biosíntesis de la amigdalina. También la contienen las partes verdes de varias especies del género Olinia y Acacia.
También se encuentra en un sucedáneo del café preparado con las raíces tostadas del diente de león.

## Metabolismo
Prunasina beta-glucosidasa es una enzima que utiliza (R)-prunasin y H2O para producir D-glucose y mandelonitrile.
Amygdalin beta-glucosidase es una enzima que utiliza (R)-amigdalina y H2O para producir (R)-prunasina y D-glucosa.